# Papež Marcelin
Sveti Marcelin, papež (in  mučenec glej: Ocena) , Rimskokatoliške cerkve, * 3. stoletje n. št. † 1. aprila 304, v Rimu (Italija, Rimsko cesarstvo). V Rimskokatoliški cerkvi god 26. aprila. 

## Življenjepis

### Donatisti so ga obtoževali odpada
Marcelin (296-304) je bil 29. papež in je doživel preganjanje kristjanov pod Dioklecijanom, kot ga dotlej svet še ni videl. Kasneje so ga donatisti, ki so v Afriki nadaljevali spore okoli vprašanja krsta krivovercev, dolžili, da je preganjalcem izročil svete knjige in sam odpadel od vere, vendar je take obtožbe odločno zavrnil sveti Avguštin, škof v Hipponu v Afriki.

### Dioklecijanovo preganjanje kristjanov
Dioklecijan  sprva ni preganjal kristjanov, pač pa ga je k temu nagovoril Galerij, češ da je krščanstvo nevarno za državo. Februarja 303 je izdal odlok, s katerim je kristjanom odvzel državljanske pravice ter prepovedal osvobajati krščanske sužnje. Ukazal je, naj po vsem cesarstvu porušijo krščanske cerkve in sežgo svete knjige. V pokrajinah, ki so spadale pod Dioklecijana, Galerija in Maksimijana, so odlok izvajali z veliko vnemo. Uničili so veliko število krščanskih spisov, med njimi papeške arhive in krščansko knjižnico v Rimu. Aprila 303 je Dioklecijan izdal drugi odlok, z njim je ukazal, naj zapro vse škofe in klerike. Kmalu nato je s tretjim odlokom določil, naj jetniki darujejo bogovom in naj jih izpustijo; če nočejo darovati, naj jih mučijo in usmrte. V marcu 304 je izšel še četrti odlok: vsi kristjani morajo darovati bogovom. Kri mučencev je tekla v takem obilju kakor še nikoli poprej. Najhuje je preganjanje divjalo v Mali Aziji, Palestini in Egiptu, v spodnji Panoniji, prokonzularni Afriki, Numidiji in Hispaniji. V Galiji in Britaniji cezar Konstancij ni izvajal zadnjih treh odlokov. Leta 305 sta Dioklecijan in Maksimijan odstopila. Dioklecijanov naslednik je postal Galerij, ki si je privzel za cezarja Maksimina Daja. Maksimijan je svojemu nasledniku Konstanciju Kloru določil za cezarja surovega vojaka Severa. Maksimin Daja je še huje preganjal kristjane kakor Galerij. Po letu 305 se je preganjanje na vzhodu nadaljevalo s povečano krutostjo, na zahodu pa je s tem letom dejansko prenehalo. Leta 306 je Maksencij, sin Maksimijana, spodrinil Severa na zahodu. Po smrti Konstancija Klora je vojska v Britaniji leta 307 razglasila njegovega sina Konstantina za vladarja Galije in Britanije. Galerij je istega leta postavil Licinija za avgusta zahoda. V strašni bolezni je Galerij spoznal, da preganjanje kristjanov ni doseglo zaželenega cilja in je 30. aprila 311 izdal tolerančni razglas. Maksimin Daja ga je upošteval šele jeseni tega leta.

### Prvi zanesljivi podatki o krščanstvu na slovenskih tleh
Iz časa papeža Marcelina imamo prve zgodovinsko zanesljive podatke o krščanstvu na slovenskih tleh. 2. novembra 303 (ali 304) je mučeniške smrti kot žrtev Dioklecijanovega preganjanja umrl škof iz Petovione (današnjega Ptuja) Viktorin. Krščanska skupnost v Petovioni je bila v času njegovega delovanja organizirana kot škofija, tako kot v nekaterih drugih krajih Panonije, kar je posledica daljšega razvoja krščanstva v mestu, saj je od pojava prvih kristjanov do ustanovitve škofije gotovo preteklo več desetletij. Pri tem niti ne vemo, ali je bil Viktorin prvi petovionski škof ali je imel kakega predhodnika. Iz njegovih spisov bi lahko sklepali, da je krščanstvo v Petovioni moralo živeti že od začetka 3. stoletja. Sv. Hieronim v svoji knjigi De viris illustribus (O slavnih možeh) piše o Viktorinu, da je bil odličen teološki pisatelj - njegovi spisi so bili razširjeni po vsem latinskem zahodu - in navaja njegova dela; gre predvsem za komentarje k posameznim svetopisemskim knjigam. Z Viktorinovo literarno dejavnostjo se je Petoviona ob koncu tretjega stoletja dvignila med maloštevilna literarno ustvarjalna središča krščanstva na latinskem zahodu, kakršna so bila poleg Rima zlasti Kartagina v Afriki ter Lugdunum (Lyon) in Vienna v Galiji.

## Smrt in češčenje
Knjiga „Liber Pontificalis” poroča, da je papež Marcelin zavrnil ukaz poganske oblasti, da naj počasti malike; izpričal je vero v Jezusa ter so ga umorili skupaj s sodelavci.
Pokopan je v Priscilinih katakombah v Rimu. 
Njegov god je 26. aprila. 

### Ocena
Legenda pravi, da je Marcelin izročil knjige in daroval kadilo, pozneje pa se je pokesal in priznal Kristusa; nato je bil obglavljen. 
Glasovi o tem, da je papež Marcelin po prvem Dioklecijanovem odloku izročil poganom svete knjige in daroval malikom kadilo ali si vsaj pridobil o tem potrdilo, so krožili zlasti med donatisti v Afriki. Ko jih sveti Avguštin zavrača z navedbo virov, dokaže obenem, da nimajo stvarne podlage. 
Nekateri dvomijo, da se je rodil v Rimu.

## Slovstvo
- M. Benedik: Papeži od Petra do Janeza Pavla II., Mohorjeva družba Celje  1989.
- Leto svetnikov, Zadruga katoliških duhovnikov v Ljublja]], IV deli (1968-1973). Izdajo sta pripravila M. Miklavčič in J. Dolenc.
- F. X. Seppelt –K. Löffler: Papstgeschichte von den Anfängen bis zur Gegenwart. Verlag Josef Kösel&Friedrich Pustet, München 1933.
- J. Marx: Lehrbuch der Kirchengeschichte, Achte verbesserte Auflage, G.m.b.H. Trier 1922.
- A. Franzen: Pregled povijesti Crkve, Kršćanska sadašnjost – Glas koncila, Zagreb 1970. (po: A. Franzen: Kleine Kirchengeschichte, Herder-Bücherei Bd. 237/238. Freiburg i. B. 1968, Druga pregledano in dopolnjena izdaja).
- B. Bangha S.J.: Katolikus lexikon I-IV, A magyar kultúra kiadása, Budapest 1931–1933.
- A. Schütz, Szentek élete az év minden napjára I-IV zv., Szent István-Társulat, Budapest 1932–1933.
- C. L. Dedek: Szentek élete…, Pallas irodalmi és nyomdai részvénytársaság, Budapest 1900.